# Sant Iscle i Santa Victòria de Rajadell
Sant Iscle i Santa Victòria de Rajadell és l'església parroquial de Rajadell (Bages) inclosa en l'Inventari del Patrimoni Arquitectònic de Catalunya.

## Descripció
Es tracta d'una construcció religiosa: Església d'una sola nau orientada a llevant i coberta amb un arc apuntat d'estructura i tradició gòtica. S'obren dues capelles laterals a manera de transsepte, gairebé a la meitat de la nau amb cobertes de creueria quatripartides. El cor, als peus de la nau és rectangular i porta a la clau de creuera la data 1680 i la inscripció "Francesc Massana i Jaume Puig".
El campanar és de planta quadrada i alçat als peus de l'església, al mur de ponent i al costat de la porta d'accés. Es comunica amb l'església a través d'una porta i des del cor. És rematat per quatre finestres d'arc de mig punt per les campanes, a les que s'arriba a través d'unes escales. Hi ha dues petites finestres a la part de la plaça, la inferior decorada amb el tema de la crucifixió i a data de 1679.
Per a la construcció s'aprofità la pedra de la mateixa església.

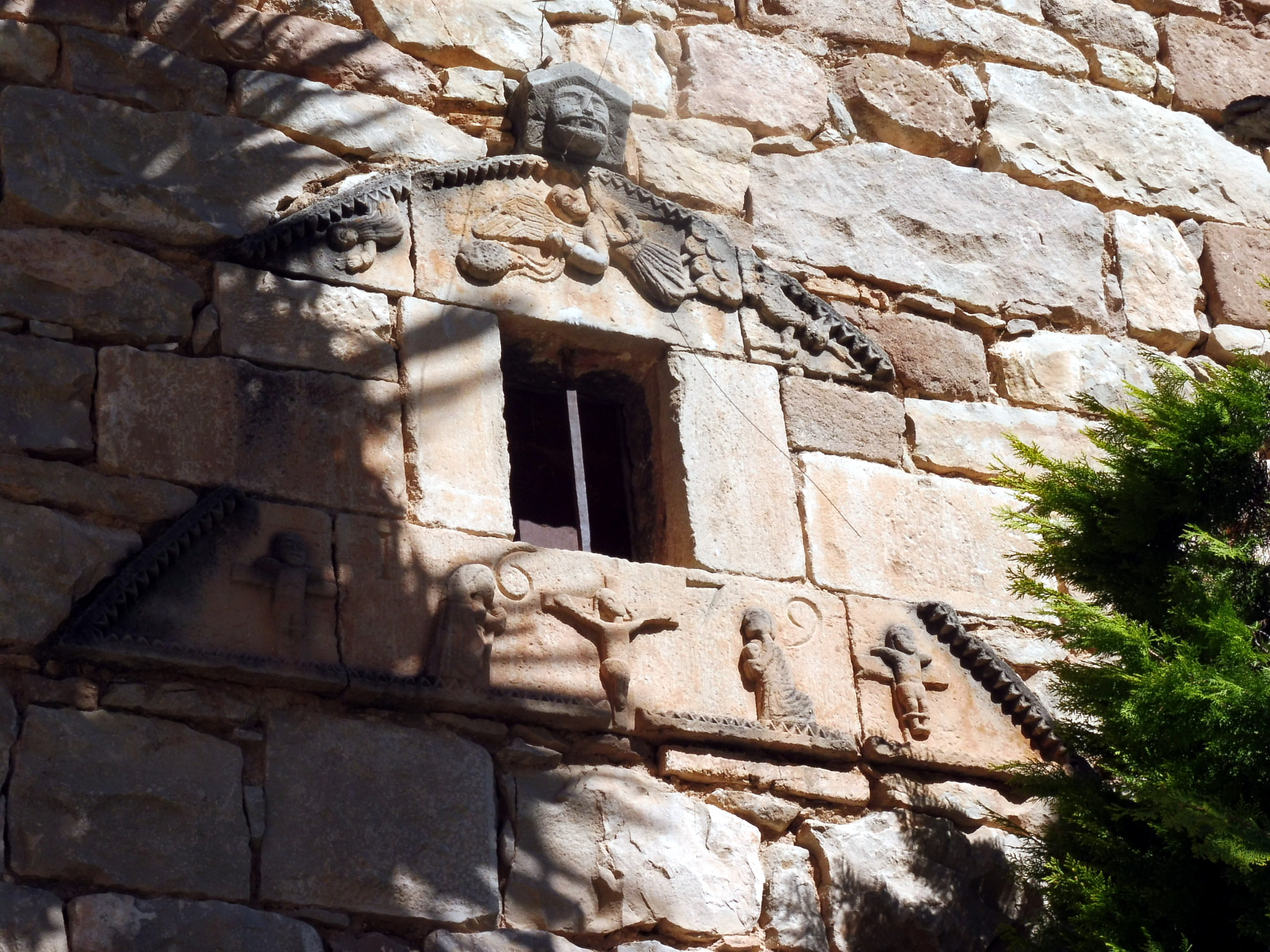
Finestra decorada

La Capella del Roser és oberta a manera de transsepte al lateral de l'única nau de l'església parroquial. És una capella quadrada coberta amb volta de creueria quadripartida amb la clau assenyalada. S'entra a través d'un arc de mig punt. En construir el campanar es feu una capella nova, entre la del Roser i aquest, dedicada al Sant Crist. Davant de la del Roser fou construïda la de Sant Iscle.
La nau única és coberta amb una volta lleugerament apuntada que recorda les construccions pròpies dels segles medievals. Els carreus són regulars, grans i col·locats a contrapunt. La nau és rematada per un presbiteri absis, cobert avui amb volta apuntada però refeta amb maó. El mur de tancament, igual que tot el presbiteri, sembla una obra posterior, ja que l'aparell és desordenat i irregular.
La nau és il·luminada per un petit òcul obert a la façana. Als peus s'hi construí el cor, al segle xvii.

## Història
Situada dins l'antic terme del Castell de Rajadell, fou parròquia des dels seus orígens i és documentada el 1154 però l'obra romànica fou modificada a partir del segle xiii i començaments del XVI.
A finals del s. XVI es construïa la capella del Roser i al s. XVII les obres acabaren amb la construcció del campanar i el cor nou.
Les obres s'acabaren definitivament l'any 1682. A començament del segle XX (1901) es refeia la porta i avui, gràcies al treball encomiable del seu rector, s'està restaurant notablement el seu interior.
El contracte de construcció del campanar, encarregat a Joan Traginer, és de 1678. En aquest document s'especifiquen les mides, alçada, nombre de finestrals, tipus de pedra, etc. Les obres s'acabaren el 1682.